# Giovanni Spoldi
 (octobre 2018).
Giovanni Spoldi, né au XIXe siècle à Venise et mort en 1904[réf. nécessaire], est un peintre italien.
Actif principalement en Vénétie, il peint des vedutes de scènes marines.

## Biographie
Giovanni Spoldi naît et vit à Venise.
Il fréquente l'Académie des beaux-arts de Venise au cours des années 1870, remportant des prix dans diverses disciplines jusqu'en 1878.
En 1887, à Venise, il expose Bassa Marea, Mattina tranquilla in laguna, et Scirocco. À l'Exposition des Beaux-Arts de 1888 à Bologne, il envoie Un tramonto in laguna et Un mattino tranquillo in laguna.